# Python Imaging Library

Python Imaging Library (скорочено PIL) — open-source бібліотека мови Python (версія 2), призначена для роботи з растровою графікою.
Можливості бібліотеки:
- підтримка бінарних, напівтонових, індексованих, повнокольорових і CMYK зображень;
- підтримка форматів BMP, EPS, GIF, JPEG, PDF, PNG, PNM, TIFF і деяких інших у режимі читання та запису;
- підтримка форматів (ICO, MPEG, PCX, PSD, WMF та інших) тільки для читання;
- перетворення зображень з одного формату у інший;
- редагування зображень (використання різноматніх фільтрів, масштабування, малювання, матричні операції і т.п.);
- використання бібліотеки з Tkinter та PyQt.

Потребує наявності бібліотек zlib (для PNG), libjpeg, freetype2 (для OpenType/TrueType).

## Приклади

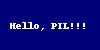
Напис на кольоровому тлі, результат

Напис на кольоровому тлі можна створити за допомогою методу text об'єкта-зображення. В поданому прикладі напис наноситься на новостворене зображення розміром 100 на 50 пікселів:
```
from
 
PIL
 
import
 
Image
,
 
ImageDraw

text
 
=
 
"Hello, PIL!!!"

color
 
=
 
(
0
,
 
0
,
 
120
)

img
 
=
 
Image
.
new
(
'RGB'
,
 
(
100
,
 
50
),
 
color
)

imgDrawer
 
=
 
ImageDraw
.
Draw
(
img
)

imgDrawer
.
text
((
10
,
 
20
),
 
text
)

img
.
save
(
"pil-basic-example.png"
)

```

Наступний код завантажує зображення з жорсткого диска і розмиває його:
```
from
 
PIL
 
import
 
Image
,
 
ImageFilter

original
 
=
 
Image
.
open
(
"lena.ppm"
)
 
# завантажити зображення з жорсткого диску

blurred
 
=
 
original
.
filter
(
ImageFilter
.
BLUR
)
 
# розмити зображення

original
.
show
()
 
# показати обидва зображення

blurred
.
show
()

```

Більше прикладів розміщено у документації